# Rio da Caatinga
Rio da Caatinga är ett vattendrag i Brasilien.   Det ligger i delstaten Minas Gerais, i den sydöstra delen av landet, 270 km sydost om huvudstaden Brasília.
Omgivningarna runt Rio da Caatinga är huvudsakligen savann. Trakten runt Rio da Caatinga är nära nog obefolkad, med mindre än två invånare per kvadratkilometer.